# Jamison Brewer
Jamison Rudy Van Brewer (East Point, 19 novembre 1980) è un ex cestista statunitense, professionista nella NBA, in Europa e in Brasile con l'Esporte Clube Pinheiros.

## Carriera
È stato selezionato dagli Indiana Pacers al secondo giro del Draft NBA 2001 (41ª scelta assoluta).

## Palmarès
- Miglior passatore SEC (2001)[2]